# Hatamoto

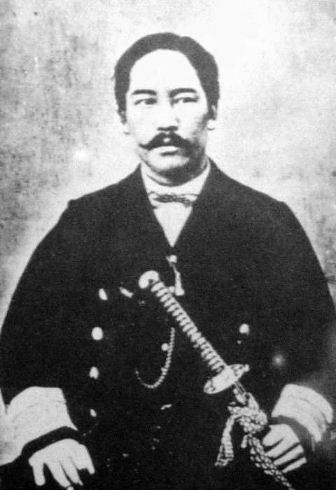
Enomoto Takeaki, un famoso hatamoto del tardo periodo Edo

Gli hatamoto (旗本? "sotto le insegne") erano samurai sotto il diretto controllo dello Shogunato Tokugawa nel Giappone feudale. Tutti e tre gli shogunati della storia del Giappone avevano dei referenti diretti, soltanto che in quelli precedenti tali personaggi venivano chiamati gokenin. Comunque, nel periodo Edo, gli hatamoto erano i vassalli di grado più elevato della dinastia Tokugawa, e i  gokenin erano i vassalli minori. Non c'era nessuna differenza di censo tra i due, ma gli hatamoto avevano la possibilità di farsi ascoltare direttamente dallo Shogun, possibilità negata ai gokenin. La parola hatamoto significa letteralmente "alla base dello stendardo" e spesso viene tradotto come "alfiere". Un altro termine usato per indicare gli hatamoto durante la dinastia Edo era jikisan hatamoto (直参旗本?), che si può tradurre come "hatamoto sotto il diretto controllo dello Shogun", usato per illustrare la differenza tra loro e i loro predecessori che servivano i vari signori.

## Storia
Il termine hatamoto è originario del periodo Sengoku. Il termine era usato per il personale del signore; come d'altronde, il nome suggerisce, "Alla base dello stendardo". Molti signori avevano alle proprie dipendenze hatamoto, ma, quando il Clan Tokugawa prese il potere nel 1600, il suo sistema di hatamoto fu ufficializzato ed è principalmente a tale sistema che ci riferiamo oggi con questo termine.
Nell'ottica dello Shogunato Tokugawa, gli hatamoto erano coloro che avevano sostenuto la famiglia sin da quando essa era nella provincia di Mikawa. Comunque, il rango di hatamoto spesso includeva anche personaggi al di fuori della nobiltà ereditaria della casata Tokugawa. Furono inclusi, infatti, i leader e i generali delle provincie sconfitte, come da esempio membri del clan Takeda, del clan Hōjō e del Imagawa. Furono anche inclusi gli eredi dei terreni confiscati dallo shogun (per esempio, Asano Daigaku, il fratello di Asano Naganori), figura di grande potere locale, che tuttavia non divenne mai daimyō, e le famiglie del periodo Kamakura e Muromachi; Divennero hatamoto anche alcuni tra gli Shugo (Governatori), tra cui gli Akamatsu, i Bessho (un ramo della famiglia Akamatsu), gli Hōjō, gli Hatakeyama, i Kanamori, gli Imagawa, i Mogami, i Nagai, gli Oda, gli Ōtomo, i Takeda, i Toki, i Takenaka (un ramo dei Toki), i Takigawa, i Tsutsui, e gli Yamana. L'investitura (per usare un termine occidentale) degli hatamoto veniva chiamata  bakushin toritate (幕臣取立て?).
Molti degli hatamoto combatterono nella guerra Boshin nel 1868, su entrambi i fronti.
Gli hatamoto rimasti seguaci del clan Tokugawa dopo la caduta dello shogunato nel 1868, seguirono i Tokugawa nel loro nuovo dominio di Shizuoka. Gli hatamoto persero il loro status insieme a tutti gli altri samurai in Giappone in seguito all'abolizione del sistema han nel 1871. Tale privazione dei privilegi fu tra le cause della rivolta di Satsuma del 1877.

## Ranghi e ruoli

Hijikata Toshizo della casta Shinsengumi divenne hatamoto poco prima della fine del periodo Edo

La differenza tra hatamoto e gokenin, specialmente tra hatamoto di rango inferiore, non era rigida, e il titolo di hatamoto aveva più a che fare col rango che con il censo. All'interno di un esercito la posizione di un hatamoto potrebbe essere paragonata a quella di un ufficiale. Per tutto il periodo edo, gli hatamoto mantennero il privilegio qualora fossero di alto rango, di avere diritto ad udienza personale presso lo shogun (questi erano conosciuti come ome-mie ijō). Tutti gli hatamoto potevano essere suddivisi in due categorie, i kuramaitori, che traevano il loro reddito direttamente dai granai Tokugawa, e i jikatatori, che mantennero possedimenti in tutto il Giappone. Un altro livello distintivo dello status tra gli hatamoto era la classe dei kōtai-yoriai, uomini che erano capi di famiglie di hatamoto e possedevano feudi provinciali, e avevano funzioni alternative (sankin kōtai) ai daymio. Tuttavia, come i kōtai-yoriai, erano uomini con reddito molto alto a livello degli stipendi hatamoto, e non tutti i jikatatori hatamoto avevano il dovere di attendere a funzioni alternative. La linea di demarcazione tra gli hatamoto più bassi e i fudai daimyo —signori feudali vassalli della casa Yokugawa - era di 10.000 koku.
Ad alcuni hatamoto poteva essere concesso un incremento del reddito, potendo essere promosso al livello fudai daimyo. Ad ogni modo, questo non accadeva di frequente. Un esempio di questo tipo di promozione fu il caso della famiglia Hayashi di Kaibuchi (più tardi conosciuto come Jozai han), che cominciò come jikatatori hatamoto e divenne fudai daimyo, continuando a svolgere un ruolo prominente nella Guerra Boshin, a dispetto del fatto che il loro dominio era valutato per la quantità di 10.000 koku.
Il termine per un hatamoto con un reddito fondiario di 8.000 koku o superiore era taishin hatamoto ("maggiore hatamoto").
Gli hatamoto che vissero in Edo risiedevano nei propri distretti privati e supervisionavano la propria polizia e la sicurezza. Uomini hatamoto potevano servire in una varietà di ruoli nella amministrazione Tokugawa, incluso il servizio nelle forze di polizia degli ispettori yoriki,, come magistrati cittadini, magistrati o esattori delle tasse dei territori della casa Tokugawa, membri del consiglio wakadoshiyori, e in altre posizioni.
L'espressione "ottantamila hatamoto" (旗本八万旗?, hatamoto hachimanhata) fu nell'uso popolare impiegata per indicare i loro ranghi, anche se una indagine del 1722 fissò la loro consistenza a 5.000. Unitamente ai gokenin il loro numero raggiungeva le 17.000 unità.

## Hatamoto famosi
Alcuni tra i più famosi hatamoto sono Ōoka Tadasuke, Tōyama Kagemoto, Katsu Kaishu, William Adams, Enomoto Takeaki, e Hijikata Toshizō.

## Gli hatamoto e le arti marziali
Gli hatamoto incoraggiarono lo sviluppo delle arti marziali nel periodo Edo; un buon numero di essi si occupavano personalmente della gestione e dell'insegnamento delle arti marziali nei dojo, principalmente nella provincia di Edo e in alcune altre zone. Due hatamoto, in particolare, sono stati importanti sviluppatori di nuove tecniche di arti marziali:Yamaoka Tesshū e Yagyū Munenori, il quale era, oltre che maestro del proprio dojo, capostipite degli insegnanti di scherma dello shogun (tradizionalmente, infatti, l'insegnante di spada era un Munenori)

## Nella cultura di massa
Gli hatamoto apparvero nella cultura popolare già prima della fine del periodo Edo. Citazioni recenti possono essere rintracciate nei manga Fūunjitachi Bakumatsu-hen e nel manga di Osamu Tezuka, Hidamari no ki.